# 920

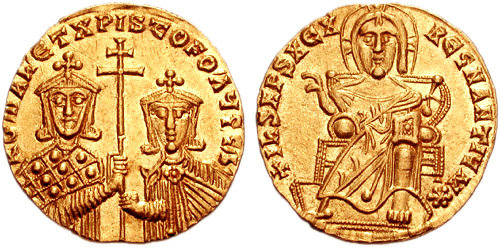
Een solidus van Romanos I met zijn oudste zoon Christophoros Lekapenos (rechts).

Het jaar 920 is het 20e jaar in de 10e eeuw volgens de christelijke jaartelling.

## Gebeurtenissen

### Byzantijnse Rijk
- 17 december - Romanos I wordt in Constantinopel gekroond tot mede-keizer van het Byzantijnse Rijk. Hij breidt zijn politieke invloed als de facto heerser en regent over de 15-jarige keizer Constantijn VII verder uit.

### Europa
- Giselbert II, hertog van Lotharingen, komt in opstand tegen koning Karel III ("de Eenvoudige") en verklaart zich onafhankelijk van het West-Frankische Rijk. Karel mobiliseert een leger en valt Lotharingen binnen.
- Koning Hendrik I ("de Vogelaar") steunt Giselbert en andere Frankische edelen. Hij trekt met een Oost-Frankisch leger Lotharingen binnen en verovert Utrecht. Karel III moet zich terugtrekken achter de Rijn.
- Igor I, heerser (knjaz) van het Kievse Rijk, raakt opnieuw in conflict met de Petsjenegen en begint een oorlog met hen.

### Arabische Rijk
- Abd al-Rahman III, emir van Córdoba, voert een veldtocht tegen koning Ordoño II van Leon valt met een Arabisch leger de Douro vallei (Noord-Spanje) binnen. Hij verslaat Ordoño en verovert de stad Osma.

## Geboren
- 10 september - Lodewijk IV, koning van het West-Frankische Rijk (overleden 954)
- Guntram de Rijke, stichter van het Huis Habsburg (waarschijnlijke datum)
- Haakon I ("de Goede"), koning van Noorwegen (overleden 961)
- Megingoz, hertog van Gelre (waarschijnlijke datum)
- Reinier III, Frankisch edelman (waarschijnlijke datum)

## Overleden
- 10 mei - Stephanus, bisschop van Luik
- Salomo III, Frankisch bisschop (of 919)